# Mark Consuelos
Mark Andrew Consuelos (Saragoça, 30 de março de 1971) é um ator espanhol-americano

## Biografia
Consuelos nasceu em Saragoça, Espanha, filho de uma mãe italiana, Camilla, e de um pai mexicano, Saul Consuelos. Ele é o mais novo de três filhos: ele tem um irmão, um médico e uma irmã, uma advogada. Consuelos vive na Itália e nos Estados Unidos desde a infância. Ele cresceu no Líbano, Illinois e, mais tarde, em Tampa, na Flórida. Ele estudou na Bloomingdale High School em Valrico, na Flórida, e depois foi para a Universidade de Notre Dame antes de se transferir para a Universidade do Sul da Flórida e se formar em marketing em 1994.
Em 1996 casou-se com Kelly Ripa, com quem atuava em uma novela. Tem três filhos com Kelly.

## Carreira
Consuelos teve um papel de protagonista na série educacional Connect With English, que foi ao ar em emissoras públicas de televisão como parte do Projeto Annenberg.
Em fevereiro de 1995, Consuelos teve seu avanço quando conseguiu o papel de Mateo Santos na novela All My Children. Lá, ele se apaixonou por seu interesse amoroso na tela, Kelly Ripa, e se casou secretamente com ela em Las Vegas, em maio de 1996. Na época, ele morava com a co-estrela Winsor Harmon; Harmon era um dos poucos a saber que Ripa e Consuelos não estavam apenas namorando, mas casados.
Ripa e Consuelos continuaram gravando episódios de All My Children até 2002, quando Ripa queria se concentrar mais em seu outro trabalho: assumir o lugar de Kathie Lee Gifford como apresentadora do que então se tornou Live! with Regis and Kelly. Consuelos aparecia regularmente.
Desde que deixou All My Children, Consuelos estrelou o longa The Great Raid, que estreou nos cinemas em 2005. Em 2006, ele apareceu nos filmes My Super Ex-Girlfriend, como Steve, e Wedding Daze. Ele foi visto na série da Lifetime, Missing, com Vivica A. Fox. Ele também teve um papel em Ugly Betty.
Um episódio ao vivo semanal do Oprah Winfrey Show estreou na 23ª temporada do show com um painel composto por Mark Consuelos, Ali Wentworth, Oprah Winfrey e Gayle King. O painel discutiu as notícias da semana e os eventos destacados na mídia e no programa. Na temporada de 2009-10, Winfrey passou a apresentar esse segmento sozinha.
Em 2012, Consuelos estrelou um episódio de Law & Order: Special Victims Unit intitulado "Justice Denied". Ele interpretou Michael, o principal suspeito de um estupro brutal durante a Fleet Week. Consuelos não é novidade na franquia Law & Order, ele estrelou no episódio da sexta temporada "Albatross" de Law & Order: Criminal Intent como o promotor dos EUA envolvido em um caso em que a vida do juiz está ameaçada.
Consuelos retratou Spivey, um personagem recorrente, em American Horror Story: Asylum, a segunda temporada da série de terror.
Em 2013, Consuelos co-estrelou como o senador da Flórida, Andy Guzman, no Amazon's Alpha House, uma comédia política escrita por Garry Trudeau, criador de Doonesbury. Junto com John Goodman, Consuelos interpreta um dos quatro senadores republicanos que vivem juntos em uma casa no Capitólio.
Em 2016, Consuelos conseguiu um papel em uma nova série da FOX, Pitch, como Oscar Arguella.
Em 2017, Consuelos foi escalado para o papel regular de Hiram Lodge no drama da CW Riverdale. Seu filho mais velho, Michael Consuelos, está escalado para estrelar ao lado dele interpretando uma versão jovem de Hiram Lodge na 3° temporada da série.

## Filmografia

### Cinema
| Ano  | Título                  | Papel          | Notas |
| ---- | ----------------------- | -------------- | ----- |
| 2002 | The Last Place on Earth | Party Toast    |       |
| 2002 | Pride & Loyalty         | Bill the Cop   |       |
| 2005 | The Great Raid          | Cpl. Guttierez |       |
| 2006 | My Super Ex-Girlfriend  | Steve Velard   |       |
| 2006 | Wedding Daze            | Morty          |       |
| 2008 | Husband for Hire        | Bo/Normando    |       |
| 2008 | For the Love of Grace   | Steve Lockwood |       |
| 2016 | Nine Lives              | Ian Cox        |       |

### Televisão
| Ano           | Título                            | Papel              | Notas                                                  |
| ------------- | --------------------------------- | ------------------ | ------------------------------------------------------ |
| 1995–2010     | All My Children                   | Mateo Santos       | 104 episodes                                           |
| 1997          | Road Rules                        | Ele mesmo          | Episódio: "Road Rules on All My Children"              |
| 1997          | Connect With English              | Alberto Mendoza    | 8 episódios                                            |
| 2001          | Third Watch                       | Daddy              | Episódio: "Childhood Watch"                            |
| 2001          | Friends                           | Policial           | Episódio: "The One with Chandler's Dad"                |
| 2002          | American Family                   | Eduardo            | 2 episódios                                            |
| 2003          | Beautiful Girl                    | Adam Lopez         | Filme para a TV                                        |
| 2004–2006     | Missing                           | Antonio Cortez     | 37 episodes                                            |
| 2005–2006     | Hope & Faith                      | Gary Gucharez      | 10 episódios                                           |
| 2007          | Law & Order: Criminal Intent      | US Attorney Berner | Episódio: "Albatross"                                  |
| 2007          | Age of Love                       | Himself / Host     | 8 episódios                                            |
| 2008          | Ugly Betty                        | Detetive Averaimo  | Episódio: "Crimes of Fashion"                          |
| 2012          | Law & Order: Special Victims Unit | Matt Martinez      | Episódio: "Justice Denied"                             |
| 2012–2013     | American Horror Story: Asylum     | Spivey             | 5 episódios                                            |
| 2013–2014     | Alpha House                       | Andy Guzman        | 21 episódios                                           |
| 2015          | Reino                             | Sean Chapas        | 5 episódios                                            |
| 2016          | Pitch                             | Oscar              | 10 episódios                                           |
| 2017–presente | Riverdale                         | Hiram Lodge        | 22 episódios Teen Choice Award como melhor vilão da TV |
| 2017          | The Night Shift                   | Dr. Cain Diaz      | 8 episódios                                            |